# Oxycheilinus
 Oxycheilinus és un gènere de peixos de la família dels làbrids i de l'ordre dels perciformes.

## Taxonomia
- Oxycheilinus arenatus (Valenciennes a Cuvier i Valenciennes, 1840)[1]
- Oxycheilinus bimaculatus (Valenciennes a Cuvier i Valenciennes, 1840)[2]
- Oxycheilinus celebicus (Bleeker, 1853)[3]
- Oxycheilinus digramma (Lacépède, 1801)[4]
- Oxycheilinus digrammus (Lacepède, 1801)
- Oxycheilinus lineatus (Randall, Westneat i Gomon, 2003)[5]
- Oxycheilinus mentalis (Rüppell, 1828)[6]
- Oxycheilinus nigromarginatus (Randall, Westneat i Gomon, 2003)[5]
- Oxycheilinus orientalis (Günther, 1862)[1]
- Oxycheilinus rhodochrous(Günther a Playfair i Günther, 1867)[7]
- Oxycheilinus unifasciatus (Streets, 1877)[2][8][9]